# Patti (India)
Patti is een nagar panchayat (plaats) in het district Tarn Taran van de Indiase staat Punjab. 

## Demografie
Volgens de Indiase volkstelling van 2001 wonen er 34.432 mensen in Patti, waarvan 53% mannelijk en 47% vrouwelijk is. De plaats heeft een alfabetiseringsgraad van 65%. 